# 神宮寺 (八尾市服部川)
神宮寺（じんぐうじ）は、大阪府八尾市服部川にある臨済宗妙心寺派の寺院。

## 概要
貞享年間（1684年-1688年）に直宗和尚が丹波の守（万祥院殿四品瑞山紹運大居士）を開基として当時の地元有力者であった豊門長者の屋敷跡地に創建した。
住宅街の一画にあり、平成年間時点の山門直後にある建物自体は周囲の住宅と同じような外観であるが、一軒家風の建物のさらに奥（東）に本堂がある。 古風な山門の観音開きの扉板に一対の仁王が彫られている。
寺の門前少し西側に、豊門長者の屋敷に出入した者が馬を洗ったと伝わる池（馬洗池）があり、その北側に楠稲荷大明神の小さな祠が鎮座している。祠の側にある2本のクスの大木は八尾市保全樹木である。